# Cyphon variabilis
Cyphon variabilis is een keversoort uit de familie moerasweekschilden (Scirtidae). De wetenschappelijke naam van de soort werd in 1785 gepubliceerd door Carl Peter Thunberg.